# 安沢明也
安沢 明也（あんざわ あきや、1981年1月9日 - ）は、日本の元プロレスラー、パーソナルトレーナー。新潟県刈羽郡刈羽村出身。最終所属は新日本プロレス。
同じくプロレスラーであった安沢たくは実弟。

## 略歴
高校時代は柔道を行っていた。
高校卒業後アニマル浜口ジムでレスラーになるための基礎トレーニングを積み、2002年11月に新日本プロレスに入団した。
2003年9月21日、対田口隆祐戦でプロレスデビュー。2004年の第9回ヤングライオン杯、2005年の第10回ヤングライオン杯に出場した。
2005年9月25日、地元・新潟県で竹村豪氏とタッグを組み、稔&後藤洋央紀の持つIWGPジュニアタッグ王座に挑戦するも逆十字固めで敗れ、王座獲得はならなかった。
2006年1月、25歳で引退。週刊ゴングによる安沢へのインタビューによれば、怪我が原因の引退ではなく2005年9月のIWGPジュニアタッグ王座戦後に引退を考えたと述べている。
2007年、パーソナルトレーナーとして活動中。